# 成田緑夢
成田 緑夢（なりた ぐりむ、1994年2月1日 - ）は、大阪市住之江区出身のフリースタイルスキー（ハーフパイプ）、スノーボード、トランポリン、陸上選手。平昌パラリンピックの男子スノーボードバンクドスラローム金メダリスト。新日本住設所属、株式会社サニーサイドアップとアライアンス契約。血液型AB型。
本人の夢は、「障害のある方や、ケガをした方、そして子どもたちに、 "夢"と"希望"をあきらめないことの大切さを伝えること。」

## 経歴
1998年長野オリンピックではスノーボードのデモンストレーターを務め、小学校時代から国際大会に出場した。2010年の時点で、バンクーバーオリンピック金メダリストのショーン・ホワイトが見せた新技「ダブルマックツイスト1260。」を一発で決める技術を持っていた。平行してトランポリン競技もこなし、上宮高等学校2年時の2010年8月、全国高校選手権の男子個人で歴代最高得点16.3点で最高難度賞を受賞した。
2012年11月からフリースタイルスキー・ハーフパイプに取り組み始め、2013年1月、2月のFISワールドカップに3回出場した後、2013年フリースタイルスキー世界選手権の日本代表に選出され出場。
しかし2013年4月、トランポリンの練習中に着地に失敗、左足に腓骨神経麻痺の重傷を負い、身体障害等級6級と認定される。医師からは「最悪の場合は切断。歩けるようになる確率は20%」と言われたという。その後、ケガを克服してハーフパイプ競技に復帰を果たし、さらに2020年開催の東京パラリンピックに出場するため、走り高跳びなどの障害者スポーツにも取り組むようになった。2017年12月、サニーサイドアップとアライアンス契約を結び、更に競技に集中できる環境を整えた。
2018年3月9日より開幕する平昌パラリンピックのスノーボード日本代表に選出。3月12日に行われたスノーボードクロスで銅メダルを獲得した。3月16日、今大会から実施されたスノーボードバンクドスラロームにおいて、3回の滑走すべてで1位をマークし日本勢2個目となる金メダルを獲得した。
2018年3月28日、スノーボード競技からの引退を発表した。
2018年春の褒章で紫綬褒章を受章。

## 主な成績

### フリースタイルスキー
- 2013年 - フリースタイルスキー世界選手権　ハーフパイプ・9位
- 2013年 - フリースタイルスキー世界ジュニア選手権　ハーフパイプ・優勝

### スノーボード
- 2016-2017シーズン
  - IPC・スノーボードワールドカップ タホ大会　スノーボードクロス（SBLL-2）優勝[11]
  - IPC・スノーボードワールドカップ 平昌大会　バンクドスラローム（SBLL-2）優勝[12]
  - 全国障害者スノーボード選手権大会　スノーボードクロス（下肢障害その他）優勝[13]
- 2017-2018シーズン
  - IPC・スノーボードワールドカップ フィンランド大会　スノーボードクロス（SBLL-2）優勝[14]
  - IPC・スノーボードワールドカップ カナダ大会　スノーボードクロス（SBLL-2）優勝／バンクドスラローム（SBLL-2）優勝
  - 全国障害者スノーボード選手権大会　スノーボードクロス（下肢障害その他）優勝[15]
  - 平昌パラリンピック スノーボードバンクドスラローム（SBLL-2）金メダル[8]、スノーボードクロス（SBLL-2）銅メダル[16]

### 陸上
- 2016年 - 日本パラ陸上選手権　走り高跳び（T44《下肢障がい》）2位[17]
- 2017年 - 日本パラ陸上選手権　走り高跳び（T44《下肢障がい》）2位[18]、走り幅跳び（T44《下肢障がい》）2位[19]
- 2018年 - ジャパンパラ陸上競技大会 走り高跳び（T44《下肢障がい》）1位

## 家族
父はスノーボードコーチの成田隆史。長兄の成田童夢と、姉の今井メロは、それぞれトリノオリンピック日本代表として出場している。